# Морс, Митч
Митч Морс (англ. Mitch Morse, 21 апреля 1992, Остин) — американский футболист, центр команды НФЛ «Баффало Биллс».

## Карьера
Митч родился в семье Кевина и Кэтрин Морс. Он учился в католической школе Сент-Майклс. В школьной футбольной команде три года был игроком стартового состава атакующей линии, а также играл в амплуа дифенсив тэкла. После выпуска Митч поступил в университет Миссури, где изучал менеджмент в сфере общественного питания и гостиничного хозяйства. В сезоне 2010 года не играл за студенческую команду, так как находился в статусе redshirt. В 2011 году Митч сыграл в тринадцати матчах, сначала выходя в линии защиты плейскикера. Следующий сезон Морс начал стартовым центром Миссури Тайгерс, но из-за травм ряда игроков часть матчей провёл в роли правого тэкла. В 2012 году он также получил награду Конференции за достижения в учёбе. В 2014 году Митч снова занял место основного центра команды, заменив ушедшего в НФЛ Джастина Бритта.
На драфте НФЛ 2015 года Митч был выбран во втором раунде командой «Канзас-Сити Чифс». Отмечалось его умение сыграть на позициях центра, тэкла и гарда, что немаловажно для «Чифс», строивших своё нападение на выносах мяча. По итогам дебютного сезона в НФЛ Морс был включён в символическую сборную новичков по версии Ассоциации журналистов, пишущих о футболе.
В сезоне 2017 года Митч провёл за клуб всего семь игр, дважды получив травму ноги. После восстановления Морс приступил к тренировкам в конце июля 2018 года. Сезон он провёл на высоком уровне, проведя 739 снэпов, не позволив соперникам сделать ни одного сэка и всего пять раз нарушив правила. Пять игр он пропустил из-за сотрясения мозга. После завершения чемпионата Митч получил статус неограниченно свободного агента.
В марте 2019 года Морс подписал четырёхлетний контракт с клубом «Баффало Биллс», годовая зарплата игрока составила 11 млн долларов.